# Grindcore
Grindcore é estilo musical que surgiu de uma fusão de heavy metal e hardcore punk. Ele é caracterizado por ser ainda mais veloz do que os subgêneros ultraviolentos do Metal e Hardcore, com baixo e guitarras afinados em tons baixos e extremamente distorcidos. As músicas são mais curtas no comprimento (algumas com apenas alguns segundos de duração), batidas ultra rápidas de bateria chamadas “blast beats”, vocais extremamente guturais são sua característica mais marcante e são ainda mais intensos do que aqueles vistos no Death e Black Metal.
Os temas líricos também são uma mistura. Eles vão desde as letras sociopolíticas do Hardcore até os temas cheios de Horror, Psicopatia, Assassinatos e Pornografia. Muitas bandas, como o Anal Cunt, também se concentram no Humor Negro e testam os limites de seu público com temas tabus sobre assuntos controversos.
Os textos e sites oficiais dizem que o Grindcore surgiu no início dos anos 1980 nos Estados Unidos. Em seus primeiros dias a cena dependia fortemente de negociação de fitas, os famosos “tape-traders”. Existem duas bandas que são reconhecidas como os padrinhos do Grindcore: a banda de Hardcore Siege e os pioneiros do Death Metal, o Repulsion, mas em 1983 a banda brasileira Brigada do Ódio já estava em plena atividade e fazendo este estilo de música, sendo considerada por muitos e sérios historiadores como a primeira banda a tocar um som nos moldes deste estilo no mundo.
Estes pioneiros queriam superar as bandas Death, Thrash e Hardcore mais rápidas para criar uma forma ainda mais veloz e urgente de música possível. Naqueles primórdios, a velocidade que eles trabalhavam, sem uma técnica apurada, só permitiria canções de curta duração com vocais ininteligíveis.
O inventor do termo grindcore foi o então baterista do Napalm Death, Mick Harris. Segundo o próprio, a palavra "grind" veio à sua cabeça como sendo a única capaz de descrever a música do primeiro LP do Swans. O Napalm Death foi o primeiro grupo a usar o termo para se autodescrever. (O grindcore também foi conhecido por pouco tempo como britcore, rótulo cunhado pela NME). Outras bandas que marcaram o início do grindcore foram Unseen Terror, Electro Hippies da Inglaterra, Fear of God da Suíça, Terrorizer dos Estados Unidos e, em menor grau, os dois primeiros discos do Carcass da Inglaterra.
Segundo Digby Pearson, dono da Earache Records, "grindcore não era só sobre a velocidade da bateria, blast beats, etc – ele foi cunhado para descrever as guitarras - guitarras de afinação baixa que faziam riffs pesados, agressivos, tristes; guitarras "grind" ("que móem"). Então essa era a descrição que o gênero recebia pelos músicos que eram seus proponentes e inovadores".
O Napalm Death foi a primeira banda semi-comercialmente bem sucedida de Grindcore e levou à ascensão de outras bandas como o Carcass. Após o aumento da popularidade do Grindcore, Napalm Death, Carcass, Agathocles, Anal Cunt, Lärm, Extreme Noise Terror e Nasum tiveram seus nomes amplamente disseminados ao redor do mundo. Vale relembrar que no Brasil, o Brigada do Ódio gravou em 1985 o primeiro registro de Grindcore da América do Sul, dividindo um EP com o Olho Seco. Após esse período inicial o estilo se diluiu um pouco com muitas bandas iniciantes copiando os elementos dos pioneiros.
O Anal Cunt foi uma das bandas que ajudaram a divulgar o grindcore, tanto pelos nomes controversos e polêmicos de suas canções, quanto pelas performances ao vivo e de graça, onde o vocalista Seth Putnam interagia com o público de uma maneira nunca antes vista até então, jogando latinhas de cerveja neles, os empurrando, xingando etc. Também, promoveu turnês ao redor do mundo e até tocou em rádios, parte do seu repertório de paródia de outras bandas.
O grindcore influenciou bandas de toda a segunda geração dos estilos death metal e black metal, que adotaram técnicas e acrescentaram características do grindcore em seu som.
O Brasil também possui uma excelente história de bandas do estilo como o pioneiro Brigada do Ódio, além de New York Against the Belzebu, No Sense, Expurgo, Defecação Humana, ROT, Flesh Grinder, Necrobutcher, Dissector, Baixo Calão e mais recentemente, Chaotic Humanity Choice, Facada, HUTT, Test, S.O.B, SubCut, Social Chaos, Desalmado, Homicide, etc… Atualmente, um dos maiores representantes da vertente é a banda Stomachal Corrosion, fundada em 1991 e na ativa até hoje.

## Alguns sub-gêneros

### Goregrind
O goregrind é o grindcore com letras relacionadas ao gore (escatologia, cadáveres, zumbi, horror) ao invés de assuntos sociopolíticos
As bandas  também usam muitas mixagens e efeitos sonoros e vocais grunhidos e ininteligíveis. Carcass e 
Impetigo foram as bandas pioneiras neste estilo e no conteúdo lírico. Isto veio como uma mudança pertinente no momento, uma vez que o Grindcore estava perdendo popularidade. A temática Gore realmente casa muito bem com o ritmo brutal da música.

### Deathgrind
Deathgrind nasceu na década de 1990. Ele combina os elementos técnicos do Death Metal com a velocidade do quebra de pescoço e canções abruptas de Grindcore. Devido à influência do Death Metal, a musicalidade do Deathgrind tende a ser mais técnica do que o Grindcore tradicional.
As atuais bandas Deathgrind incluem Cattle Decapitation, Aborted, e The Red Chord.

### Pornogrind
O Pornogrind  traz, em seu conteúdo lírico, temas sexuais extremamente pervertidos, o que ajuda a trazer os elementos extremos de Grindcore de volta que foram perdidos na saturação no final dos anos 1980. A banda com maior apelo sexual é Cock and Ball Torture, mas o Anal Cunt com certeza é seu representante mais pioneiro e provocador.
Atuamente bandas como Anorgasm, Vomit of Torture, Murder Pussy, Kraanium e Human Mastication, também fazem as vezes do estilo.

### Electrogrind
Na década de 1990 o Napalm Death começou a experimentar sons industriais (eletrônico e experimental) devido serem comparados com muitas bandas de Grindcore que soavam da mesma forma. O som misturaria a velocidade e estilística do Grindcore com sintetizadores e elementos digitais. Isso levou à criação do “Electrogrind” no início de 2000 por bandas como Genghis Tron. Outros como Trocomordedor, Sperm Swamp, Libido Airbag, The Berzeker defendem a fórmula.

### Noisecore
Caracterizado pelo extremismo e violência de seu instrumental e pela pequena duração de suas faixas, comumente adotado por bandas de ideias mais politizadas e que buscam fazer uma “anti-música” em protesto à exploração da indústria musical e para divulgar suas ideias políticas.
O Noisecore seria a versão Crust do Metal. Seu defensor mais conhecido seguramente é o Agathocles, mas bandas como Bad Omens, Marathon of Gore, Insect Warfare e os brasileiros do Defecação Humana e Descarga Violenta também são fortes representantes do estilo.

## Álbuns essenciais
- Hacked Up For Barbeque (Mortician)
- Horrified (Repulsion)
- Prowler in the Yard (Pig Destroyer)
- Reek of Putrefaction (Carcass)
- Brigada do Ódio (Brigada do Ódio) – Brasil
- Out of Reality (No Sense) – Brasil
- Die Miserable (Fuck the Facts)
- I Like it When You Die (A.C.)
- World Downfall (Terrorizer)
- Arabe Macabre (Test) – Brasil
- Monolith of Inhumanity (Cattle Decapitation)
- Dead Mountain Mouth (Genghis Tron)
- Egoleech (Cock and Ball Torture)
- Nadir (Facada) – Brasil
- From Enslavement to Obliteration (Napalm Death)
- Sounds of the Animal Kingdom (Brutal Truth)
- Book Burner (Pig Destroyer)
- Agorapocalypse (Agoraphobic Nosebleed)
- Scum (Napalm Death)
- A Holocaust in Your Head (Extreme Noise Terror)

## Ligações Externas
- «Grindcore no Roadie Mtal»
- «Do punk ao hardcore, estudo de caso UFMG»